# پروتئین‌های FOX
پروتئین‌های FOX (انگلیسی: FOX proteins) یا «پروتئین‌های جعبهٔ سرچنگالی» گروهی از فاکتورهای رونویسی هستند که نقش مهمی در بیان ژن‌هایی دارند که رشد، تکثیر، تمایز و ماندگاری سلولی مؤثرند. بسیاری از این پروتئین‌ها در تکامل جنین نقش دارند. بسیاری از اینها فاکتورهای پیشگام هستند و می‌توانند در خلال فرایند تمایز سلولی، به کروماتینِ متراکم (از هم بازنشده) بچسبند.
مشخصهٔ این ملکول‌ها یک دومین سرچنگالی است که در واقع یک دنباله موتیف مشتمل بر ۸۰ تا ۱۰۰ اسید آمینه است که به دی‌ان‌ای متصل می‌شود. این موتیف سرچنگالی به دلیل شکل پروانه‌ای‌اش در حلقه‌های موجود در ساختار دومین پروتئین، با نام فاکتورهای رونویسی مارپیچی بالدار هم شناخته می‌شود. پروتئین‌های سرچنگالی، زیرگروهی از پروتئین‌های HTH هستند.